# キャメロン・メイビン
キャメロン・キース・メイビン（Cameron Keith Maybin, 1987年4月4日 - ）は、アメリカ合衆国ノースカロライナ州アッシュビル出身の元プロ野球選手（外野手）。右投右打。愛称はスリム（Slim）。

## 経歴

### プロ入り前
メイビンを10歳の頃から知るジャスティン・アップトンは当時を振り返り、「キャメロンは他の子より二回り大きくて肩も打球の伸びも桁違いでとても目立っていたよ、彼一人だけ突出したレベルでプレーしていたね、まったく驚くべき子供だったよ」と証言する。また、メイビンとアップトンは高校入学後もショー・ケース（全米から選抜された選手たちが、スカウトの前で行う試合）で何度も対戦を重ねるなど、早い段階からプロの注目を集めていた。
T.C.ロバーソン高等学校在学時の2004年、ベースボール・アメリカ誌選のユース・プレーヤー・オブ・ザ・イヤーを受賞。「天性のスピードと身体能力を備えた、生まれながらの中堅手」との紹介記事が掲載された。
2005年は71打数47安打、打率.662（ノースカロライナ州高校記録）、15本塁打 ・ 37打点、66得点、32盗塁をマークし、ゲータレード社が表彰する同州のハイスクール・プレーヤー・オブ・ザ・イヤーを受賞。全米高校代表チームにも選抜された他、高校生部門のベスト5ツール・タレント（2位）、ベスト・パワーヒッター（2位）、ファステスト・ベースランナー（5位）、ベスト・ディフェンシブ・プレーヤー（4位）の4部門にランクされる。

### プロ入りとタイガース時代
2005年6月7日のMLBドラフト1巡目（全体10位）でデトロイト・タイガースから指名を受けたが、メイビンが高額を要求したことによって交渉は難航。結局9月1日に265万ドルで契約成立したものの、マイナーは既にシーズン閉幕を迎えており、この夏は未出場に終わった。

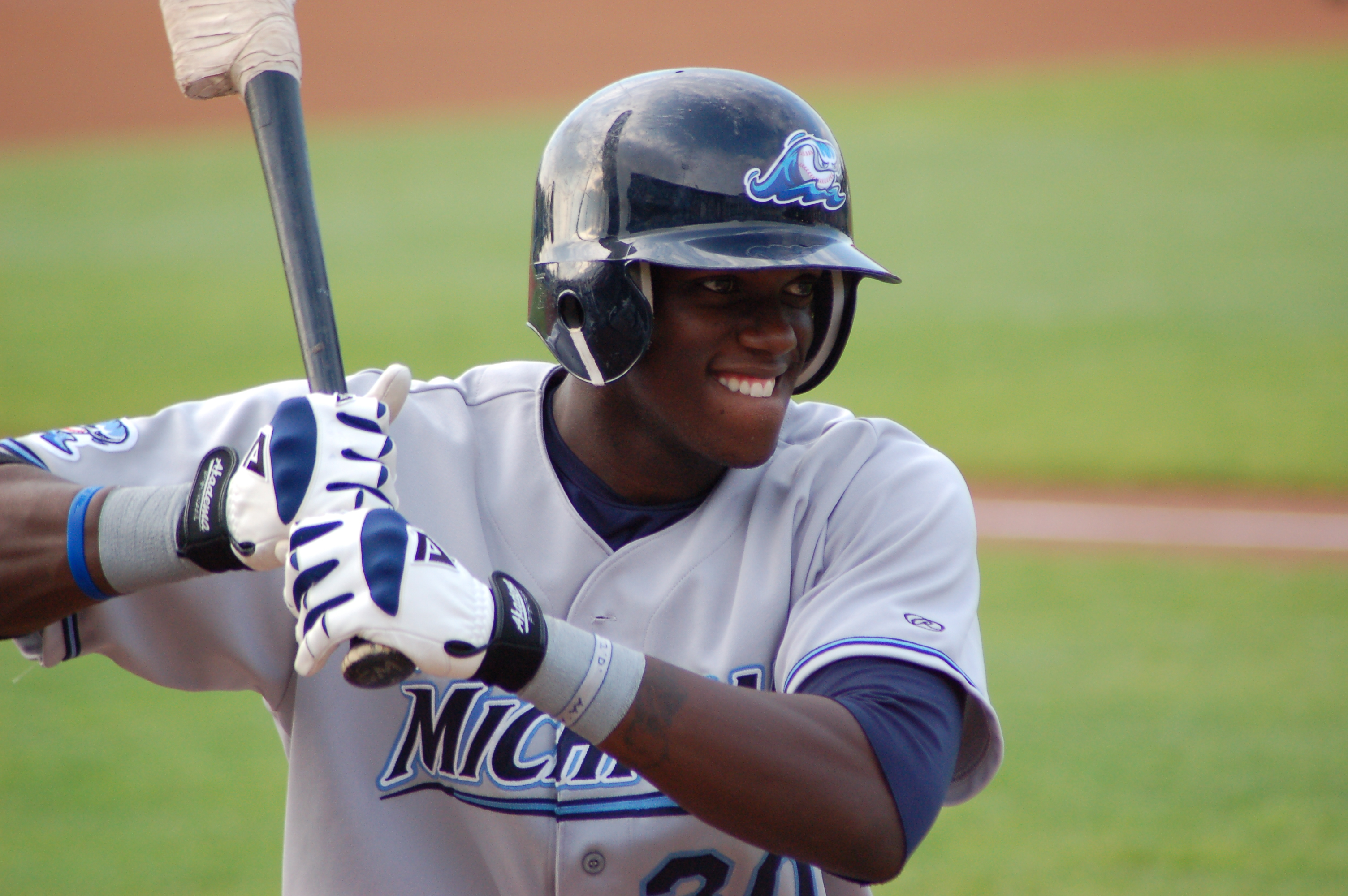
A級ウェストミシガン時代
（2006年7月3日）

2006年1月27日、タイガース内の有望株リストで3位にランクされた他、ベスト・アスリートとベスト・ディフェンシブ・アウトフィルダー、ベスト・アウトフィールド・アームの3部門に選定。マイナーリーグのA級ウェストミシガン・ホワイトキャップスにおいて101試合に出場して打率.304・9本塁打・69打点・出塁率.387・OPS.844 ・ 27盗塁の好成績を挙げ、7月9日にはオールスター・フューチャーズゲームに、8月24日にはミッドウェストリーグのオールスターに出場。同リーグのモスト・エキサイティング・プレーヤーとファステスト・ベースランナー、ベスト・ベースランナーに選定された。また、ベースボール・アメリカ誌選のマイナーリーグ・オールスターA級チームとMiLB.com のベスト・プレーオフ・パフォーマー、同リーグNo.1有望株に選出された他、タイガースのマイナーリーグ・プレーヤー・オブ・ザ・イヤーを受賞。11月27日、タイガース内の有望株リストで1位にランクされ、ベストヒッター・フォー・アベレージ、ファステスト・ベースランナー、ベスト・アスリート、ベスト・ディフェンシブ・アウトフィルダーの4部門に選定。
2007年はスプリングトレーニングで好成績を収め、監督のジム・リーランドとチームメイトのゲイリー・シェフィールドから「スター・プレーヤーの素質十分、年間30本塁打・70盗塁も達成可能」との賞賛を得た。レギュラー・シーズンではルーキー級ガルフ・コースト・タイガース、A+級レイクランド・フライングタイガース、AA級エリー・シーウルブズの3球団合計で91試合に出場して打率.316・14本塁打・53打点・出塁率.409・OPS.932・25盗塁と順調に成長を続け、6月16日にはフロリダステート・リーグのオールスターに、7月8日には前年に引き続きオールスター・フューチャーズゲームに出場。ベースボール・アメリカ誌のマイナーリーグ・オールスター2ndチームにも選出された他、同リーグのモスト・エキサイティング・プレーヤーとベスト・ベースランナーに選定された。8月17日、メジャー初昇格。即「2番・左翼手」としてスタメン起用され、対ニューヨーク・ヤンキース戦において弱冠20歳でメジャーデビューを果たす。この時は4打数無安打（2三振）に倒れたが、翌18日はロジャー・クレメンスから第1打席にキャリア初安打となるライト前ヒットを放つと、第2打席ではヤンキー・スタジアムのバックスクリーンに初本塁打を叩き込み、第3打席では初死球を受けて出塁した。24日のヤンキース戦では再びクレメンスと対峙し、第1打席で初四球を選び出塁すると、すかさず初盗塁を決めた。9月1日以降は打率1割台に沈んだが、4日と17日、24日はゲームの終盤に代走として起用され、いずれも2球目にスタートを切り、全て成功させている。シーズン通算では24試合に出場して5盗塁、失敗0。アメリカンリーグのあるスカウトが「本当に速い、ゲームの流れを変えてしまうほどのスピードだ」と表現した実力の片鱗をうかがわせた。シーズンオフにはアリゾナ・フォールリーグに派遣され、ライジング・スターズに選出されている。

### マーリンズ時代
2007年12月5日に2対6の大型トレードが成立し（マーリンズ側はエース左腕ドントレル・ウィリスと主砲ミゲル・カブレラ。タイガース側は右腕投手のバーク・ベイデンホップ、エウロ・デラクルーズ、ダラス・トラハーン、アンドリュー・ミラー、マイク・ラベロ、メイビン）、フロリダ・マーリンズへ移籍した。

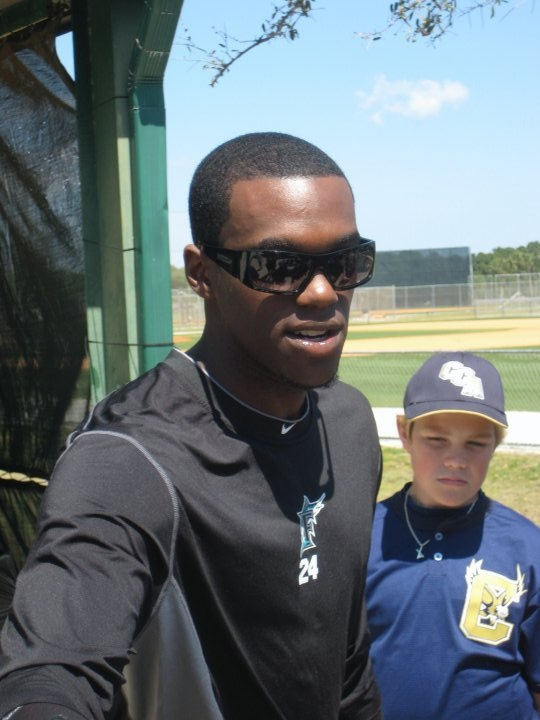
フロリダ・マーリンズでの現役時代
（2010年3月）

2008年は、スプリングトレーニングで打率.190（42打数で15三振、2四球）と低迷し、開幕はAA級カロライナ・マドキャッツで迎える運びとなったが、球団社長のラリー・ベインフェストは「我々は彼を高く評価している、現時点では更なる学習と鍛錬が必要だが将来的にはウチの正中堅手を長く務める存在になるだろう、本人にもそう伝えた」と期待を寄せている。4-5月はバットが湿りがちで3年連続のフューチャーズ・ゲーム出場はならなかったものの、6月に入るとプレーヤー・オブ・ザ・ウィークを受賞するなど調子を上げ、9月14日にはメジャー再昇格を果たす。17日、ゲームの途中から中堅守備に入り、2打数1安打1四球。翌18日は先発出場して4打数4安打1四球、19日は4打数4安打。17日の第3打席から19日の第4打席にかけて8打数連続安打、10打席連続出塁をマーク。第5打席はファーストフライに倒れ記録は途絶えたが、ベンチに下がる際にスタンドからオベーションが湧き起こった。メイビンは「ファンのサポートを得られてハッピーだ、それにしても珍しいことだよね、驚いたよ」とコメントしている。なお、この8安打は全て単打、うち4本は内野安打である。出場数は8試合に留まったが、マルチヒット4回、4盗塁をマークするなど高いパフォーマンスを発揮した。当時GMのマイケル・ヒルは来季の戦力構想について沈黙を守っていたものの、地元紙マイアミ・ヘラルドでは「ハンリー・ラミレスを三番に据えて、メイビンを一番に抜擢するのではないか」と予想するなど、リードオフマン待望論が浮上して来た。メイビン本人は「マイナーの経験が活きている、自分が進歩・成長したと言う実感がある」とシーズンを総括しつつ、「具体的には選球眼と打席内のしぶとさ、ボールの見極めが向上したと思う、特に変化球に上手く対応出来るようになった」と自己評価を下し、「来期は春から万全のコンディションで望みたい、そしてメジャーに定着したい」と前を向いた。
2009年はスプリングトレーニング中のプレシーズン・ゲームで72打数23安打、打率.319と結果を出し、4月6日の開幕戦に「8番・中堅手」で先発出場を果たした。球団関係者からは「フアン・ピエールのスピードとハンリー・ラミレスのパワーを併せ持つ才器」として嘱望されている。しかし開幕から結果を残せず、打率.202に留まり5月7日にマイナー降格。9月に再昇格を果たしてからは打率.293と復調した。シーズントータルでは54試合の出場で打率.250を記録した。走塁面では僅か1盗塁（3盗塁死）に留まった。
2010年も開幕をメジャーで迎えたが、打率.225と数字が上がらず6月にマイナー降格した。その後、8月末に再昇格した。自己最多の82試合に出場したが、打率.234に終わり飛躍とはならなかった。

### パドレス時代

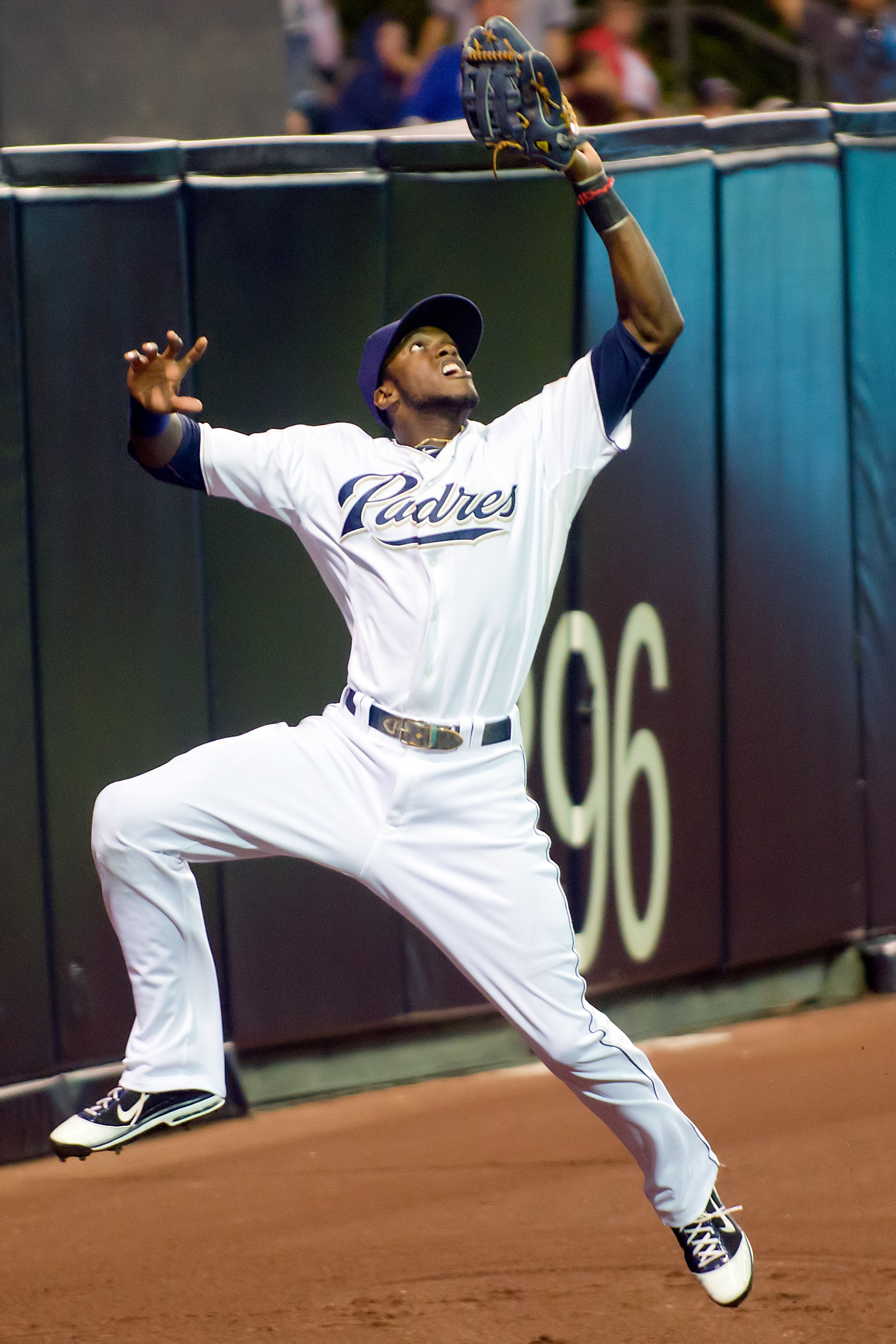
サンディエゴ・パドレスでの現役時代
（2011年8月3日）

2010年11月13日にエドワード・ムヒカ、ライアン・ウェブとのトレードで、サンディエゴ・パドレスへ移籍した。
2011年は新天地で開幕をメジャーで迎えた。一度故障者リスト入りした以外はシーズンを通してレギュラーの座を守り、自己最多の137試合に出場して初めての規定到達を果たし、打率.263、9本塁打、リーグ2位タイの40盗塁を挙げ、リードオフマンとして結果を残した。
2012年3月3日にパドレスと総額2500万ドルの5年契約（6年目は900万ドルのオプションまたは100万ドルのバイアウト）を結んだ。しかし、シーズンでは手首痛にも悩まされ、前半戦終了時点で打率.212と低迷。後半戦はやや持ち直したが、打率.243、26盗塁に終わった。
2013年は開幕ロースター入りしたが、4月17日に右手首の故障で15日間の故障者リスト入りした。6月6日に復帰したが、12日に左膝の故障で再び15日間の故障者リスト入りした。9月29日に復帰。この年は故障の影響で14試合の出場にとどまり、打率.157・1本塁打・5打点・4盗塁だった。
2014年3月29日に上腕二頭筋の故障で15日間の故障者リスト入りし、4月27日に復帰。復帰後は62試合に出場していたが、7月23日の試合後に行われた薬物検査の際、アンフェタミンに陽性反応を示したため、25試合の出場停止処分を受けた。結局僅か95試合の出場に留まり、打率.235、4盗塁に留まった。

### ブレーブス時代
2015年4月5日にクレイグ・キンブレル、メルビン・アップトン・ジュニアとのトレードで、カルロス・クエンティン、マット・ウィスラー、ジョーダン・パローベックと共にアトランタ・ブレーブスへ移籍した。シーズンで141試合に出場し、3年ぶりに規定打席に到達。キャリアハイとなる打率.267、自身初めての二桁となる10本塁打を記録し、23盗塁を記録した。

### タイガース復帰
2015年11月20日にイアン・クロール、ゲイブ・スパイアーとのトレードで、プロ入り時の古巣のタイガースへ移籍した。
2016年は中堅のレギュラー格で起用されたが、左手首の骨折で94試合の出場にとどまった。打率.315、4本塁打、43打点、15盗塁だった。

### エンゼルス時代
2016年11月4日にビクター・アルカンタラとのトレードで、ロサンゼルス・エンゼルスへ移籍した。
2017年は開幕からリードオフマンとして起用され、移籍まで91試合に出場。打率.235、6本塁打、22打点、OPS.684、28盗塁という成績だった。

### アストロズ時代
2017年8月31日にウェイバー公示を経てヒューストン・アストロズへ移籍した。移籍後は主に下位打線を任されたが、21試合の出場で打率.186、OPS.667、4盗塁と移籍前よりやや成績を落とした。シーズントータルでは114試合の出場で、打率.228、10本塁打、35打点、OPS.683に終わり、打撃は低調なシーズンだった。一方で盗塁は自身2番目に多い33盗塁を記録し、リーグトップのウィット・メリフィールドと1つ差の2位だった。オフの11月2日にFAとなった。

### マーリンズ復帰
2018年2月21日にマイアミ・マーリンズと1年325万ドルで契約を結んだ。

### マリナーズ時代
2018年7月31日にブライソン・ブリグマン及び金銭とのトレードで、シアトル・マリナーズへ移籍した。オフの10月29日にFAとなった。

### インディアンス傘下時代
2019年2月17日にサンフランシスコ・ジャイアンツとマイナー契約を結び、スプリングトレーニングに招待選手として参加することになったが、3月22日にFAとなった。その後、3月29日にクリーブランド・インディアンスとマイナー契約を結んだ。開幕後は傘下のAAA級コロンバス・クリッパーズでプレーした。

### ヤンキース時代
2019年4月25日に金銭トレードで、ニューヨーク・ヤンキースへ移籍した。4月27日、移籍後初出場初スタメンで第1打席に適時打を放った。オフの10月31日にFAとなった。

### 2度目のタイガース復帰
2020年2月12日にタイガースと単年150万ドルの契約を結んだ。

### カブス時代
2020年8月31日にザック・ショートとのトレードで、シカゴ・カブスへ移籍した。オフの10月28日にFAとなったが、2021年2月19日にマイナー契約で再契約した。シーズン開幕前の3月27日にも一旦自由契約となったが、翌28日にマイナー契約を結び直した。

### メッツ時代
2021年5月18日に金銭とのトレードで、ニューヨーク・メッツへ移籍した。翌日の5月19日にメジャー契約を結んでアクティブ・ロースター入りした。だが、9試合に出場して28打数1安打で打率.036と振るわず、5月31日にDFAとなり、6月3日にマイナー契約で傘下のAAA級シラキュース・メッツへ配属された。
2022年1月3日に自身のツイッターで現役引退を表明した。

## プレースタイル
2009年度ナショナルリーグ、ルーキー・オブ・ザ・イヤー候補の最右翼に挙げられると同時に、「今後10年間MLBオールスターゲームの常連になるだろう」と予想されていたかつての超有望株。
特にスピードを活かした走塁と守備の評価が高く、「2011年までにはリーグを代表する中堅手に成長し、以後、“最も刺激的な選手”の一人として長く活躍するだろう」と多くのメディアから予測されていた。マーリンズ球団社長のラリー・ベインフェストは、「彼は傑出したスピードと運動能力を持ち合わせているのでハンリー・ラミレスに匹敵するスター選手に成るだろう、いずれはパワーも身に付けるはずだ」と期待を込めて語り、15-20本塁打、30-40盗塁、ゴールドグラブ賞受賞も十分可能と見なされていた。
「ライトニング・クイック・バット」と形容される傑出したバットスピード、優れたハンド・アイ・コーディネーション（手と目の連携動作）、最高水準のスピードと盗塁技術、広大なレンジ（守備範囲）と大砲級の強肩を兼ね備える5ツールプレイヤーの原石。右打席から一塁まで4.1秒（左打席に換算すると3.75-3.8秒、4.0秒なら俊足と言われる）のスピードに加えて、確かな選球眼を持ち合わせていることから一番打者としての活躍を見込まれており、メイビン本人も「オレの役割は出塁して本塁に生還することだ」とテーブル・セッターの意識が高い。打席内のアプローチはセレクティブに徹しているものの、ストライクゾーン・ジャッジメントに関しては改善の余地がある。特に変化球を追い掛け回して三振に倒れることが多く、スローイングの精度も甘い。
目標とする憧れの選手は、ケン・グリフィー・ジュニア。

## 詳細情報

### 年度別打撃成績
| 年 度     | 球 団     | 試 合 | 打 席 | 打 数 | 得 点 | 安 打 | 二 塁 打 | 三 塁 打 | 本 塁 打 | 塁 打 | 打 点 | 盗 塁 | 盗 塁 死 | 犠 打 | 犠 飛 | 四 球 | 敬 遠 | 死 球 | 三 振 | 併 殺 打 | 打 率 | 出 塁 率 | 長 打 率 | O P S |
| --------- | --------- | ----- | ----- | ----- | ----- | ----- | -------- | -------- | -------- | ----- | ----- | ----- | -------- | ----- | ----- | ----- | ----- | ----- | ----- | -------- | ----- | -------- | -------- | ----- |
| 2007      | DET       | 24    | 53    | 49    | 8     | 7     | 3        | 0        | 1        | 13    | 2     | 5     | 0        | 0     | 0     | 3     | 0     | 1     | 21    | 0        | .143  | .208     | .265     | .473  |
| 2008      | FLA       | 8     | 36    | 32    | 9     | 16    | 2        | 0        | 0        | 18    | 2     | 4     | 0        | 1     | 0     | 3     | 0     | 0     | 8     | 0        | .500  | .543     | .563     | 1.106 |
| 2009      | FLA       | 54    | 199   | 176   | 30    | 44    | 12       | 2        | 4        | 72    | 13    | 1     | 3        | 4     | 1     | 17    | 1     | 1     | 51    | 2        | .250  | .318     | .409     | .727  |
| 2010      | FLA       | 82    | 322   | 291   | 46    | 68    | 7        | 3        | 8        | 105   | 28    | 9     | 2        | 1     | 1     | 24    | 1     | 5     | 92    | 4        | .234  | .302     | .361     | .663  |
| 2011      | SD        | 137   | 568   | 516   | 82    | 136   | 24       | 8        | 9        | 203   | 40    | 40    | 8        | 4     | 2     | 44    | 2     | 2     | 125   | 6        | .264  | .323     | .393     | .716  |
| 2012      | SD        | 147   | 561   | 507   | 67    | 123   | 20       | 5        | 8        | 177   | 45    | 26    | 8        | 3     | 3     | 44    | 1     | 4     | 110   | 12       | .243  | .306     | .349     | .656  |
| 2013      | SD        | 14    | 57    | 51    | 7     | 8     | 1        | 0        | 1        | 12    | 5     | 4     | 1        | 1     | 0     | 4     | 1     | 1     | 9     | 3        | .157  | .232     | .235     | .467  |
| 2014      | SD        | 95    | 272   | 251   | 24    | 59    | 13       | 4        | 1        | 83    | 15    | 4     | 3        | 0     | 1     | 19    | 2     | 1     | 56    | 8        | .235  | .290     | .331     | .621  |
| 2015      | ATL       | 141   | 555   | 505   | 65    | 135   | 18       | 2        | 10       | 187   | 59    | 23    | 6        | 1     | 3     | 45    | 1     | 1     | 102   | 16       | .267  | .327     | .370     | .697  |
| 2016      | DET       | 94    | 391   | 349   | 65    | 110   | 14       | 5        | 4        | 146   | 43    | 15    | 6        | 2     | 1     | 36    | 0     | 3     | 69    | 8        | .315  | .383     | .418     | .801  |
| 2017      | LAA       | 93    | 387   | 336   | 57    | 79    | 19       | 1        | 6        | 118   | 22    | 29    | 5        | 0     | 1     | 48    | 1     | 2     | 78    | 11       | .235  | .333     | .351     | .685  |
| 2017      | HOU       | 21    | 63    | 59    | 6     | 11    | 1        | 1        | 4        | 26    | 13    | 4     | 3        | 1     | 0     | 3     | 0     | 0     | 16    | 1        | .186  | .226     | .441     | .666  |
| '17計     | HOU       | 114   | 450   | 395   | 63    | 90    | 20       | 2        | 10       | 144   | 35    | 33    | 8        | 1     | 1     | 51    | 1     | 2     | 94    | 12       | .228  | .318     | .365     | .683  |
| 2018      | MIA       | 99    | 287   | 251   | 20    | 63    | 12       | 1        | 3        | 86    | 20    | 8     | 5        | 0     | 2     | 32    | 1     | 2     | 55    | 3        | .251  | .338     | .343     | .681  |
| 2018      | SEA       | 30    | 97    | 91    | 12    | 22    | 2        | 1        | 1        | 29    | 8     | 2     | 0        | 0     | 0     | 6     | 0     | 0     | 20    | 4        | .242  | .289     | .319     | .607  |
| '18計     | SEA       | 129   | 384   | 342   | 32    | 85    | 14       | 2        | 4        | 115   | 28    | 10    | 5        | 0     | 2     | 38    | 1     | 2     | 75    | 7        | .249  | .326     | .336     | .662  |
| 2019      | NYY       | 82    | 269   | 239   | 48    | 68    | 17       | 0        | 11       | 118   | 32    | 9     | 6        | 0     | 0     | 30    | 0     | 0     | 72    | 5        | .285  | .364     | .494     | .858  |
| 2020      | DET       | 14    | 45    | 41    | 5     | 10    | 4        | 0        | 1        | 17    | 2     | 0     | 0        | 0     | 0     | 4     | 0     | 0     | 13    | 3        | .244  | .311     | .415     | .726  |
| 2020      | CHC       | 18    | 56    | 52    | 3     | 13    | 4        | 1        | 0        | 19    | 5     | 3     | 0        | 0     | 0     | 3     | 0     | 1     | 12    | 1        | .250  | .304     | .365     | .669  |
| '20計     | CHC       | 32    | 101   | 93    | 8     | 23    | 8        | 1        | 1        | 36    | 7     | 3     | 0        | 0     | 0     | 7     | 0     | 1     | 25    | 4        | .247  | .307     | .387     | .694  |
| 2021      | NYM       | 9     | 33    | 28    | 2     | 1     | 0        | 0        | 0        | 1     | 0     | 1     | 0        | 0     | 0     | 3     | 0     | 2     | 12    | 0        | .036  | .182     | .036     | .218  |
| MLB：15年 | MLB：15年 | 1162  | 4251  | 3824  | 556   | 973   | 173      | 34       | 72       | 1430  | 354   | 187   | 55       | 18    | 15    | 368   | 11    | 26    | 921   | 87       | .254  | .323     | .374     | .697  |

- 2021年度シーズン終了時

### 年度別守備成績
| 年 度 | 球 団 | 左翼（LF） | 左翼（LF） | 左翼（LF） | 左翼（LF） | 左翼（LF） | 左翼（LF） | 中堅（CF） | 中堅（CF） | 中堅（CF） | 中堅（CF） | 中堅（CF） | 中堅（CF） | 右翼（RF） | 右翼（RF） | 右翼（RF） | 右翼（RF） | 右翼（RF） | 右翼（RF） |
| 年 度 | 球 団 | 試 合      | 刺 殺      | 補 殺      | 失 策      | 併 殺      | 守 備 率   | 試 合      | 刺 殺      | 補 殺      | 失 策      | 併 殺      | 守 備 率   | 試 合      | 刺 殺      | 補 殺      | 失 策      | 併 殺      | 守 備 率   |
| ----- | ----- | ---------- | ---------- | ---------- | ---------- | ---------- | ---------- | ---------- | ---------- | ---------- | ---------- | ---------- | ---------- | ---------- | ---------- | ---------- | ---------- | ---------- | ---------- |
| 2007  | DET   | 10         | 22         | 0          | 0          | 0          | 1.000      | 5          | 10         | 0          | 0          | 0          | 1.000      | -          | -          | -          | -          | -          | -          |
| 2008  | FLA   | -          | -          | -          | -          | -          | -          | 8          | 23         | 0          | 0          | 0          | 1.000      | -          | -          | -          | -          | -          | -          |
| 2009  | FLA   | -          | -          | -          | -          | -          | -          | 52         | 124        | 1          | 1          | 0          | .992       | -          | -          | -          | -          | -          | -          |
| 2010  | FLA   | -          | -          | -          | -          | -          | -          | 77         | 215        | 4          | 4          | 3          | .982       | -          | -          | -          | -          | -          | -          |
| 2011  | SD    | -          | -          | -          | -          | -          | -          | 136        | 342        | 2          | 5          | 1          | .986       | -          | -          | -          | -          | -          | -          |
| 2012  | SD    | -          | -          | -          | -          | -          | -          | 145        | 330        | 4          | 3          | 1          | .991       | -          | -          | -          | -          | -          | -          |
| 2013  | SD    | -          | -          | -          | -          | -          | -          | 14         | 33         | 0          | 0          | 0          | 1.000      | -          | -          | -          | -          | -          | -          |
| 2014  | SD    | -          | -          | -          | -          | -          | -          | 86         | 161        | 1          | 2          | 1          | .988       | -          | -          | -          | -          | -          | -          |
| 2015  | ATL   | -          | -          | -          | -          | -          | -          | 139        | 331        | 7          | 3          | 2          | .991       | -          | -          | -          | -          | -          | -          |
| 2016  | DET   | -          | -          | -          | -          | -          | -          | 91         | 223        | 0          | 4          | 0          | .982       | -          | -          | -          | -          | -          | -          |
| 2017  | LAA   | 45         | 91         | 3          | 2          | 0          | .979       | 42         | 107        | 2          | 0          | 0          | 1.000      | 7          | 10         | 0          | 1          | 0          | .909       |
| 2017  | HOU   | 5          | 2          | 0          | 0          | 0          | 1.000      | 15         | 22         | 1          | 0          | 0          | 1.000      | 3          | 0          | 0          | 0          | 0          | ----       |
| '17計 | HOU   | 50         | 93         | 3          | 2          | 0          | .980       | 57         | 129        | 3          | 0          | 0          | 1.000      | 10         | 10         | 0          | 1          | 0          | .909       |
| 2018  | MIA   | 44         | 61         | 1          | 0          | 1          | 1.000      | 30         | 54         | 0          | 1          | 0          | .982       | 24         | 39         | 0          | 1          | 0          | .975       |
| 2018  | SEA   | 12         | 20         | 0          | 0          | 0          | 1.000      | 20         | 40         | 0          | 0          | 0          | 1.000      | -          | -          | -          | -          | -          | -          |
| '18計 | SEA   | 56         | 81         | 1          | 0          | 1          | 1.000      | 50         | 94         | 0          | 1          | 0          | .989       | 24         | 39         | 0          | 1          | 0          | .975       |
| 2019  | NYY   | 46         | 62         | 1          | 2          | 0          | .969       | 3          | 5          | 0          | 0          | 0          | 1.000      | 36         | 54         | 1          | 0          | 0          | 1.000      |
| 2020  | DET   | -          | -          | -          | -          | -          | -          | -          | -          | -          | -          | -          | -          | 12         | 22         | 0          | 1          | 0          | .957       |
| 2020  | CHC   | 5          | 8          | 1          | 0          | 0          | 1.000      | 4          | 3          | 0          | 0          | 0          | 1.000      | 7          | 13         | 1          | 0          | 0          | 1.000      |
| '20計 | CHC   | 5          | 8          | 1          | 0          | 0          | 1.000      | 4          | 3          | 0          | 0          | 0          | 1.000      | 19         | 35         | 1          | 1          | 0          | .973       |
| 2021  | NYM   | 4          | 5          | 0          | 0          | 0          | 1.000      | 6          | 5          | 0          | 0          | 0          | 1.000      | 3          | 3          | 0          | 0          | 0          | 1.000      |
| MLB   | MLB   | 171        | 271        | 6          | 4          | 1          | .986       | 873        | 2028       | 22         | 23         | 8          | .989       | 92         | 141        | 2          | 3          | 0          | .979       |

- 2021年度シーズン終了時

### 記録
MiLB
- オールスター・フューチャーズゲーム選出：2回（2006年 - 2007年）

MLB
- プレイヤー・オブ・ザ・ウィーク：1回（2016年5月16日 - 5月22日）

### 背番号
- 4（2007年、2016年、2020年 - 同年途中）
- 24（2008年 - 2014年）
- 25（2015年）
- 9（2017年 - 同年8月30日）
- 3（2017年9月2日 - 同年終了）
- 1（2018年 - 同年7月30日）
- 10（2018年8月1日 - 同年終了）
- 38（2019年）
- 15 (2020年途中 - 2021年）